# 碳酸锕
碳酸锕是一种无机化合物，化学式为Ac2(CO3)3，有放射性。

## 化学性质
碳酸锕可以溶于硝酸，形成硝酸锕并放出二氧化碳。
Ac2(CO3)3 + 6 HNO3 → 2 Ac(NO3)3 + 3 H2O + 3 CO2↑